# 艾盧克環礁
艾盧克環礁是太平洋由57個島嶼組成的環礁，屬於拉塔克礁鏈的一部分，是馬紹爾群島24個立法選區（legislative district）之一，位於沃特傑環礁以北72公里，總土地面積5.4平方公里，中央的潟湖面積177.45平方公里，1998年人口513。

## 外部連結

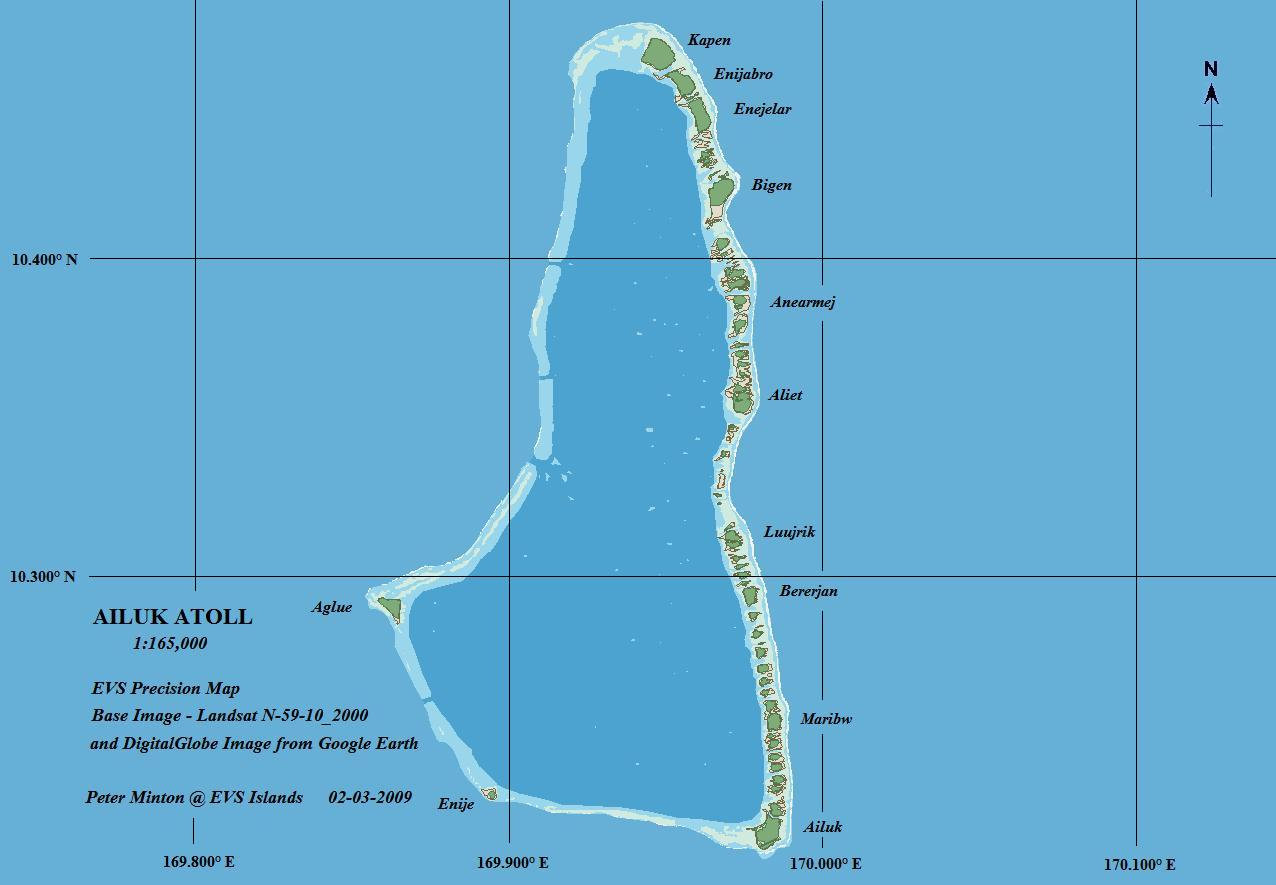
艾盧克環礁地圖

- Marshall Islands site （页面存档备份，存于）
- Oceandots entry for Ailuk （页面存档备份，存于）